# Tribunal Supremo de Justicia de Bolivia
El Tribunal Supremo de Justicia de Bolivia, anteriormente Corte Suprema de Justicia, es el máximo tribunal de la jurisdicción ordinaria que, junto con la jurisdicción agroambiental, especializada e indígena originaria campesina, conforma el Órgano Judicial del Estado Plurinacional de Bolivia. Tiene su sede en la capital del país, Sucre.

## Historia
A través de la Constitución de 1826, el Poder Judicial se ejerció mediante la Corte Suprema de Justicia, en jurisdicción nacional; las Cortes de Distrito, en jurisdicción departamental; y los Partidos Judiciales, en jurisdicción provincial. La Corte Suprema de Justicia estaba integrada por un presidente, seis vocales y un fiscal.
La Ley de Organización Judicial de 1993 estableció el Poder Judicial en la Corte Suprema de Justicia, las Cortes Superiores de Distrito, los Juzgados de Partido, de Vigilancia, de Instrucción, de Contravención y de Mínima Cuantía; en las Cortes Nacionales de Trabajo y Minería y en tribunales; y los registros de Derechos Reales y las Notarías de Fe Pública.
La Corte Suprema de Justicia estaba integrada por doce Ministros. Existía la sala civil con seis Ministros; la sala penal con dos Ministros; y la sala social, de minería y administración con tres Ministros. El Presidente de la Corte sólo integraba la Sala Plena. Los miembros de la Corte permanecían diez años en el cargo.
En cada departamento, la Corte Superior de Distrito estaba compuesta por vocales, siendo veinte en La Paz, quince en Santa Cruz, trece en Cochabamba, diez en Oruro, Potosí, Chuquisaca, ocho en Tarija, siete en Beni y cinco en Pando.

## Tribunal Supremo de Justicia
La Constitución Política del Estado de 2009 establece que las máximas autoridades del Órgano Judicial y del Tribunal Constitucional Plurinacional sean electas por voto popular. 
La Ley 212 de 2011 tuvo como objeto la transición, traspaso, transferencia y funcionamiento del Poder Judicial al Órgano Judicial, sustituyendo la Corte Suprema de Justicia en el Tribunal Supremo de Justicia, del Tribunal Agrario Nacional en el Tribunal Agroambiental, del Consejo de la Judicatura en el Consejo de la Magistratura, y del Tribunal Constitucional en el Tribunal Constitucional Plurinacional. 
La primera elección de las altas autoridades al Órgano Judicial y al Tribunal Constitucional Plurinacional se realizaron el 16 de octubre de 2011. Se presentaron 350 candidatos, siendo 118 preseleccionados por la Asamblea Legislativa Plurinacional. 
Las funciones del Poder Judicial concluyeron el 31 de diciembre de 2011. La posesión de los nuevos Magistrados y Consejeros y la inauguración de las actividades del Órgano Judicial iniciaron el 3 de enero de 2012.

### Elección de los Magistrados
La Asamblea Legislativa Plurinacional preselecciona hasta 36 candidatos, cuatro postulantes por circunscripción departamental, para el Tribunal Supremo de Justicia  (TSJ). Posteriormente, el Legislativo remite a los preseleccionados al Órgano Electoral Plurinacional para que inicie el proceso electoral. Luego, se efectúa la elección de las altas autoridades del Órgano Judicial, siendo elegidos los candidatos que presenten la mayoría simple de votos.

### Composición
El TSJ se compone por nueve Magistrados titulares y nueve Magistrados suplentes, uno por cada departamento, siendo el cincuenta por ciento conformado por hombres y el restante por mujeres. La Sala Plena del Tribunal elige por dos tercios de votos del total de sus miembros al Presidente del Tribunal.
En caso de impedimento temporal o cesación del cargo, suplirá el Decano, es decir, el Magistrado con más experiencia profesional en la abogacía. El mandato de los Magistrados es de seis años, sin poder ser reelegidos.

## Tribunales Departamentales de Justicia
Los Tribunales Departamentales de Justicia son  los Tribunales de segunda instancia con jurisdicción en todo el territorio del departamento y con sede en cada una de sus capitales. 

### Designación de los vocales
Los vocales de los Tribunales Departamentales de Justicia son designados por la Asamblea Legislativa Plurinacional de listas remitidas por el Consejo de la Magistratura. 
Los Tribunales Departamentales de Justicia están conformados con 32 vocales en La Paz, 28 en Santa Cruz, 24 en Cochabamba, 16 en los departamentos de Chuquisaca, Oruro y Potosí, 12 en Tarija, 11 en Beni, y 7 en Pando.

### Salas especializadas
- Salas en materia Civil.
- Salas en materia de Familia, Niñez y Adolescencia.
- Salas en materia Penal.
- Salas en materia de Trabajo y Seguridad Social.